# Cataglyphis longipedem
Cataglyphis longipedem é uma espécie de inseto do gênero Cataglyphis, pertencente à família Formicidae.